# Gradac, Gradac
Gradac je naselje (okoli 1000 prebivalcev) z manjšim pristaniščem in občina (2401 prebivalec 2021, 2001 še 3.600) v Splitsko-dalmatinski županiji (Hrvaška).

## Geografija
Gradac leži pod planino Rilić v jugovzhodnem delu Makarskega primorja ob magistralni cesti Split - Dubrovnik oddaljeno okoli 13 km od Ploč in 42 km od Makarske. Okrog starega naselja na polotočku se je razvilo večje turistično naselje. Pod naseljem vzdolž obale se razprostirajo lepe plaže. Južno od pristanišča se razprostira Gornja Vala, največja in najlepša plaža v Makarskem primorju.
V pristanišču se za dolg valobran lahko privežejo plovila z ugrezom do treh metrov. Na nasprotni strani je pomol z globino morja 3,5 m. Ob burji ali močnem jugu pa je varno sidrišče v zalivu "Uvala Bošac".

## Gospodarstvo
Glavna gospodarska dejavnost je turizem. Tu stoji več hotelov: H.Labineca, H.Laguna, H.Marcco Polo

## Zgodovina
Na lokaciji imenovani Crkvine, so v bližini morja odkrili ostanke rimskega zidu. Na obronku nad vasjo je ohranjen štirikoten obrambni stolp s strelnimi linami. Stolp so postavli za obrambo pred turki leta 1661. Nedaleč stran stoji staro pokopališče z deloma ohranjeno baročno cerkvijo sv. Mihovila.

## Demografija
| Pregled števila prebivalcev po letih | Pregled števila prebivalcev po letih | Pregled števila prebivalcev po letih | Pregled števila prebivalcev po letih | Pregled števila prebivalcev po letih | Pregled števila prebivalcev po letih | Pregled števila prebivalcev po letih | Pregled števila prebivalcev po letih | Pregled števila prebivalcev po letih | Pregled števila prebivalcev po letih | Pregled števila prebivalcev po letih | Pregled števila prebivalcev po letih | Pregled števila prebivalcev po letih | Pregled števila prebivalcev po letih | Pregled števila prebivalcev po letih |      |      |
| ------------------------------------ | ------------------------------------ | ------------------------------------ | ------------------------------------ | ------------------------------------ | ------------------------------------ | ------------------------------------ | ------------------------------------ | ------------------------------------ | ------------------------------------ | ------------------------------------ | ------------------------------------ | ------------------------------------ | ------------------------------------ | ------------------------------------ | ---- | ---- |
| 1857                                 | 1869                                 | 1880                                 | 1890                                 | 1900                                 | 1910                                 | 1921                                 | 1931                                 | 1948                                 | 1953                                 | 1961                                 | 1971                                 | 1981                                 | 1991                                 | 2001                                 | 2011 | 2021 |
| 537                                  | 640                                  | 705                                  | 867                                  | 926                                  | 1037                                 | 1010                                 | 886                                  | 696                                  | 629                                  | 681                                  | 920                                  | 1069                                 | 1196                                 | 1574                                 | 1308 | 989  |